# Tayloria subglabra
Tayloria subglabra är en bladmossart som beskrevs av Mitten 1859. Tayloria subglabra ingår i släktet trumpetmossor, och familjen Splachnaceae. Inga underarter finns listade i Catalogue of Life.